# Salò
Salò este un oraș și o comună din Provincia Brescia din regiunea Lombardia (nordul Italiei), pe țărmul lacului Garda.

## Istoric
Salò a fost fondat în perioada Imperiului Roman ca Pagus Salodium. În Evul Mediu, Salò a devenit una dintre cele mai importante cetăți ale familie milaneze Visconti. Din 1440, orașul a trecut sub controlul Repubicii Venețiene.
În perioada 1943 - 1945, Salò a fost capitala statului marionetă german Republica Socială Italiană, cunoscută și ca Republica de la Salò.

## Demografie
Salò - evoluția demografică

|  | Graficele sunt indisponibile din cauza unor probleme tehnice. Mai multe informații se găsesc la Phabricator și la wiki-ul MediaWiki. |

Date: Recensăminte sau birourile de statistică - grafică realizată de Wikipedia

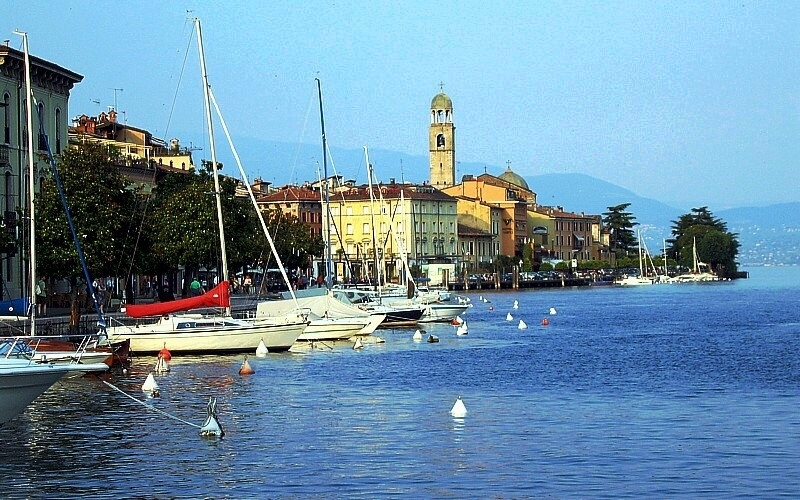
Portul Salò
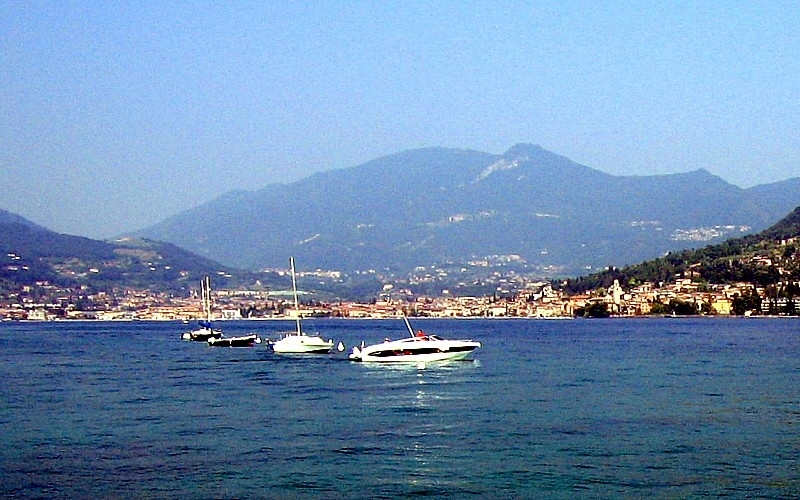
Golful Salò